# Andrea Doria (1916)
El Andrea Doria fue un acorazado Italiano de la clase Andrea Doria de la Regia Marina; sirvió en ambas guerras mundiales, y fue dado de baja en 1958. Recibía su nombre en honor al almirante genovés del siglo XVI Andrea Doria. 

## Construcción
Fue construido como un acorazado de 29 861 toneladas con 13 cañones de 305 mm/46 en los astilleros de La Spezia
El buque, sufrió una reconstrucción extensiva entre 1937 y 1940 que lo convirtió en un buque nuevo y distinto, que incluía la capacidad de portar hidroaviones. La torre central fue retirada y recibió 10 cañones de 320 mm/44 para sustituir a los anteriores 13 de 305 mm/46 para equiparar su calibre a los buques franceses de la clase Dunkerque. También recibió una nueva maquinaria y armamento secundario.

## Historial de servicio
En 1920 participó en la disputa italo-yugoslava de la ciudad de Fiume o Rijeka.
Durante la Segunda Guerra Mundial, el Andrea Doria sirvió principalmente como escolta de convoyes entre Italia y Libia, además de tomar parte en la primera batalla de Sirte. Tras el armisticio de 1943 navegó hasta Malta, donde quedó internado hasta el final de la guerra, cuando retornó a Italia para servir como buque de entrenamiento hasta 1956. Finalmente, fue dado de baja en 1958.